# Joaquim Barbosa

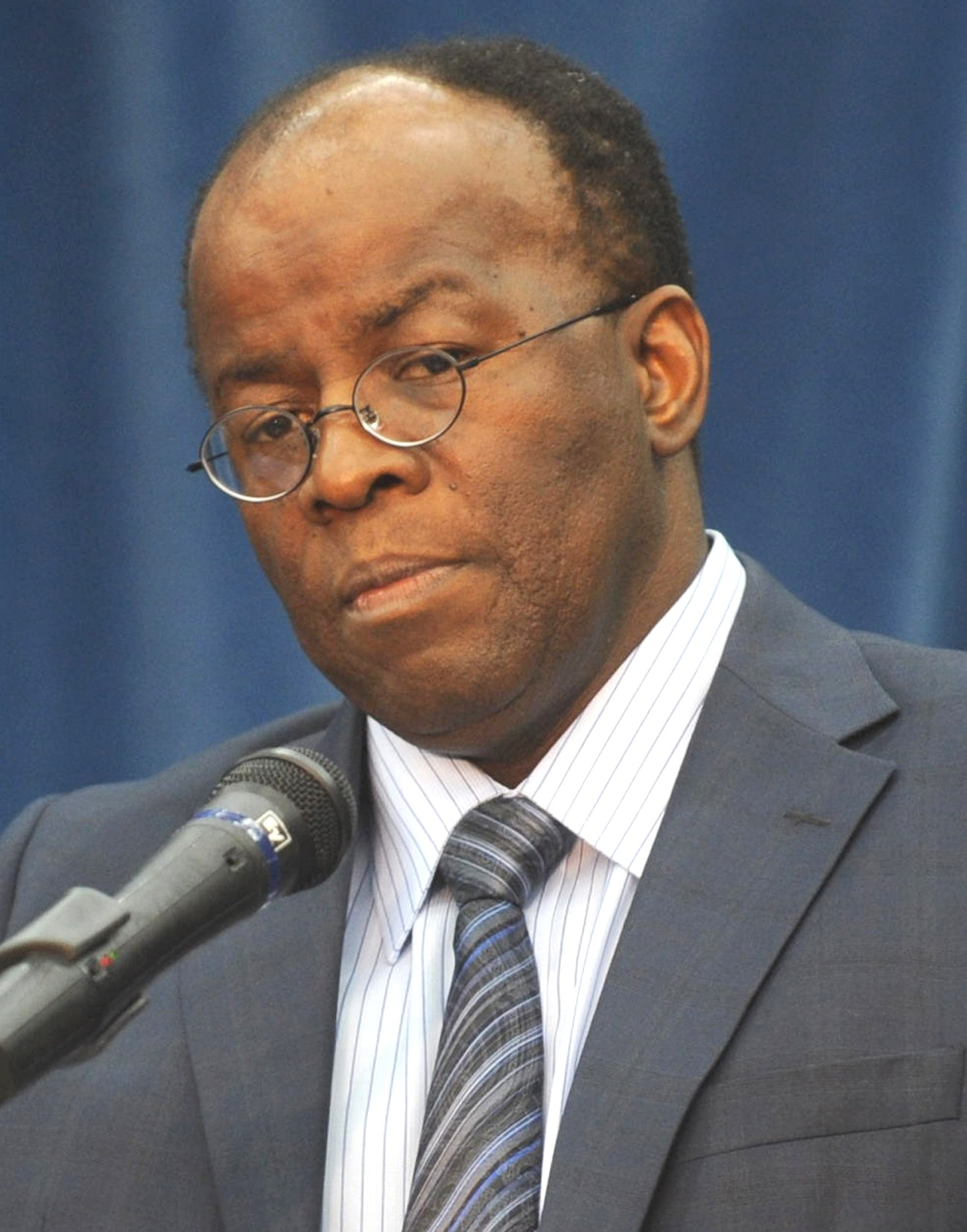
Joaquim Barbosa, 2009

 Joaquim Benedito Barbosa Gomes (* 7. Oktober 1954 in Paracatu, Bundesstaat Minas Gerais, Brasilien) ist ein brasilianischer Jurist und ehemaliger Richter. 2012 berufen, war er der erste afrobrasilianische Präsident des Obersten Gerichtshofs Brasiliens (Supremo Tribunal Federal) seit dessen Gründung vor 180 Jahren. Daneben ist er auch eines der bekanntesten Mitglieder der afrobrasilianischen Gemeinde in Brasilien. 2014 trat er von allen Ämtern zurück.
2013 wurde er vom Times Magazine zu einer der 100 einflussreichsten Persönlichkeiten weltweit gewählt.

## Leben
Joaquim Barbosa entstammt ärmlichsten Verhältnissen. Er wurde als eines von acht Kindern eines armen Maurers und einer Hausfrau geboren, die sich später scheiden ließen. Mit sechzehn Jahren kam er nach Brasília, wo er sich seinen Lebensunterhalt zunächst in einer Wäscherei als Reiniger sowie als Drucker für eine Zeitung verdiente und an einer öffentlichen Schule sein Abitur ablegte. Es folgte daraufhin ein Studium des Öffentlichen Rechtes bzw. der Rechtswissenschaften an der Universität Brasília, abgeschlossen durch eine Promotion 1993 an der Pariser Universität Panthéon-Assas.
Von 1976 bis 1979 war er als Assessor im Außenministerium von Brasilien beschäftigt, was ihm auch in dieser Zeit einen Auslandsaufenthalt an der brasilianischen Botschaft in Helsinki einbrachte. Von 1984 bis 2003 arbeitete er als Staatsanwalt zunächst in Brasilia, später in Rio de Janeiro bei der Generalstaatsanwaltschaft.
2003 wurde er vom damaligen Präsidenten Lula da Silva zum Richter am Obersten Gerichtshof Brasiliens ernannt, da Lula wollte, dass nun endlich die Anwesenheit afrobrasilianischer Juristen Normalität würde. Er war allerdings nicht der erste schwarze Richter, sondern der bereits dritte, nach zwei Vorgängern um die Jahrhundertwende. 2012 wurde er dann durch Lulas Nachfolgerin im Präsidentenamt, Dilma Rousseff, zum ersten schwarzen Präsidenten des Obersten Gerichtshofes ernannt.
Eine Zeitung schrieb nach seiner Ernennung vom „armen Jungen, der Brasilien verändern werde“. Barbosa steht auch für das Selbstverständnis eines neuen, sich selbst findenden Brasilien. Tatsächlich hat Barbosa einen auch für Brasilien unglaublichen Sozialen Aufstieg aus den Favelas an die Spitze eines Verfassungsorganes geschafft. Barbosa gilt als eine der integersten und glaubwürdigsten, gleichzeitig beliebtesten Persönlichkeiten der brasilianischen Öffentlichkeit. Er ist bei allen Schichten und Ethnien sehr beliebt.
Der Jurist spricht nach einigen Auslandsaufenthalten in den USA, Großbritannien, Österreich und Deutschland fließend Französisch, Englisch, Spanisch und Deutsch. Seit seinem sechzehnten Lebensjahr spielt er Geige und Klavier. Er war Gastdozent an der Columbia University (1999/2000) sowie der UCLA (2002/03).
2014 trat der Jurist überraschend von allen öffentlichen Ämtern zurück. Am 31. Juli 2014 entband ihn Brasiliens Präsidentin Dilma Rousseff vom Amt des Präsidenten des Höchsten Gerichtshofes der Föderativen Republik Brasilien, ebenso legte er auch sein seit 2003 innehabendes Amte des Richters nieder. Noch bis zum 22. November 2014 blieb er übergangsweise als Vizepräsident, der er auch seit 2012 war, im Amt, bis seine Nachfolgerschaft geregelt war. Ihm folgte Ricardo Lewandowski im Amt nach. Barbosa hatte alle Ämter vor allem aus gesundheitlichen Gründen ablegen müssen. Normalerweise laufen diese Amtszeiten bis zum siebzigsten Lebensjahr des Richters.